# Classe Mississippi
A Classe Mississippi foi uma classe de couraçados pré-dreadnought originalmente operada pela Marinha dos Estados Unidos e depois pela Marinha Real Helênica. Suas construções começaram em 1904, nos estaleiros da William Cramp & Sons, sendo lançados ao mar no ano seguinte e comissionados na frota norte-americana em 1910. A Classe Mississippi foi encomendada com um projeto menor que suas predecessoras,  devido a oposições no Congresso dos Estados Unidos e dentro da própria marinha contra o crescimento do tamanho e também dos custos de novos couraçados. Dessa forma, tinha a intenção de ser um meio-termo entre navegabilidade, poder de fogo e custo.
Os couraçados da Classe Mississippi eram armados com uma bateria principal composta por quatro canhões de 305 milímetros montados em duas torres de artilharia duplas. Tinham um comprimento de fora a fora de 116 metros, boca de mais de 23 metros, calado de mais de sete metros e um deslocamento carregado de mais de catorze mil toneladas. Seus sistemas de propulsão eram compostos por oito caldeiras a carvão que alimentavam dois motores de tripla-expansão, que por sua vez giravam duas hélices até uma velocidade máxima de dezessete nós (31 quilômetros por hora). Os navios também tinham um cinturão principal de blindagem de 229 milímetros de espessura.
Sob serviço norte-americano os navios eram chamados de USS Mississippi e USS Idaho. Eles atuaram na Frota do Atlântico até 1912, com suas principais atividades consistindo em exercícios e treinamentos de rotina. Os dois também realizaram uma viagem diplomática para a Europa em 1910, porém acabaram sendo colocados na reserva por serem considerados muito lentos. Voltaram ao serviço ativo em 1914, com o Mississippi dando suporte para a Ocupação de Veracruz, enquanto o Idaho partiu em um cruzeiro de treinamento para aspirantes da Academia Naval dos Estados Unidos. Entretanto, em julho os dois couraçados foram comprados pela Grécia.
Foram renomeados para Kilkis e Lemnos e passaram a servir na Marinha Real Helênica, sendo usados como navios de defesa litorânea durante a Primeira Guerra Mundial, mas nunca entraram em combate. Após o conflito atuaram na intervenção dos Aliados na Guerra Civil Russa e na Guerra Greco-Turca de 1919–22, apoiando desembarques de forças gregas na Turquia. Foram removidos do serviço ativo na década de 1930, com o Kilkis passando a atuar como navio-escola e o Lemnos de alojamento flutuante. Eles foram afundados por ataques aéreos em abril de 1941, durante a invasão alemã da Grécia na Segunda Guerra Mundial, sendo desmontados depois do fim da guerra.

## Propósito
No início do século 20, a Marinha dos Estados Unidos estava crescendo rapidamente. A armada encomendou seus primeiros encouraçados em 1895 e, em meados da década seguinte, a revista Jane's Fighting Ships classificou sua linha de batalha perdendo apenas para a Marinha britânica. No entanto, esse rápido crescimento não foi apoiado universalmente nem no governo nem na Marinha. Compromissos entre grupos poderosos eram frequentemente necessários para obter financiamento.

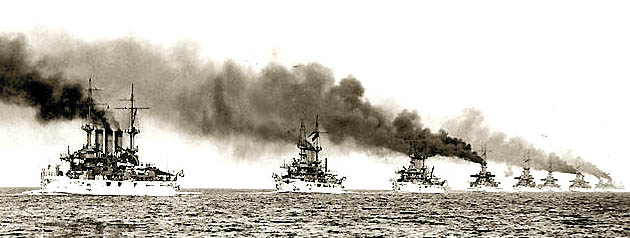
A Grande Frota Branca demonstrou a nova força naval os Estados Unidos navegando ao redor do mundo. A maioria desses navios tinha menos de dez anos, mas já estavam obsoletos.

Os navios da classe Mississippi foram projetados para atender aos objetivos do Congresso e do Departamento da Marinha de reduzir o custo crescente de novos encouraçados, cuja quantidade, tamanho e preço aumentaram drasticamente nas duas primeiras décadas de produção de encouraçados nos Estados Unidos. Uma divisão ocorreu entre os planejadores navais dos Estados Unidos, nos primeiros anos do século 20, sobre se deveriam ter navios tecnicamente superiores, como o presidente Theodore Roosevelt, ou muitos mais baratos, como o almirante George Dewey e o capitão Alfred Thayer Mahan. O orçamento naval de 1903 chegou a um acordo ao exigir cinco navios: mais três navios de 16 257 toneladas da classe Connecticut e dois navios de uma nova classe menos custosa, com cerca de 13 209 toneladas e desenho ainda por se definir.
Os navios que se tornaram a classe Mississippi destinavam-se a servir como o equivalente moderno do navio de linha de terceira categoria do século XIX, oferecendo o que se pensava ser um compromisso eficiente entre capacidade de navegação (velocidade, manuseio), poder de fogo e custo. Este conceito formou a espinha dorsal das frotas de batalha à vela do século anterior, mas as tendências nas estratégias navais do início do século 20 estavam tornando o conceito de terceira categoria obsoleto. As estratégias predominantes exigiam uma linha de batalha consistente de unidades de primeira linha.

## Projeto
Os encouraçados da classe Mississippi foram a última classe pré-dreadnought dos Estados Unidos a ser projetada; no entanto, New Hampshire, o último navio do projeto anterior, da classe Connecticut, foi autorizado e concluído posteriormente, sendo portanto o último navio pré-dreadnought dos Estados Unidos a ser construído.
Embora o Congresso tenha autorizado três navios na faixa de treze mil toneladas, o projeto não foi especificado no orçamento naval de 1903. Três abordagens foram inicialmente consideradas: uma versão reduzida da classe Connecticut de dezesseis mil toneladas, cinco dos quais haviam sido aprovados com os orçamentos de 1902 e 1903; uma versão ampliada da classe Maine, com 12 701 toneladas, um projeto de 1898, três dos quais foram encomendados de 1902 a 1904; e um design completamente novo que incorporasse novas ideias e tecnologias. Adaptações interessantes foram consideradas para novos projetos, e a tecnologia de economia de peso poderia permitir maior eficiência a partir do projeto mais antigo da classe Maine, que estava mais próximo da meta de peso.
Como na maioria dos projetos navais dos Estados Unidos, o armazenamento de carvão e a eficiência do motor eram mais importantes do que nos projetos europeus. Os navios dos Estados Unidos poderiam ter que lutar longe de suas costas, especialmente no Pacífico. Mesmo no Caribe, as forças americanas poderiam estar mais distantes de suas estações de abastecimento de carvão do que uma potência européia com bases coloniais. O calado era uma preocupação, uma vez que os portos do sul dos Estados Unidos tendiam a ter entradas rasas, e alguns proponentes achavam que todos os navios deveriam poder sair de todos os portos principais. As bocas eram tipicamente limitadas pela largura das docas secas.

### Armamento

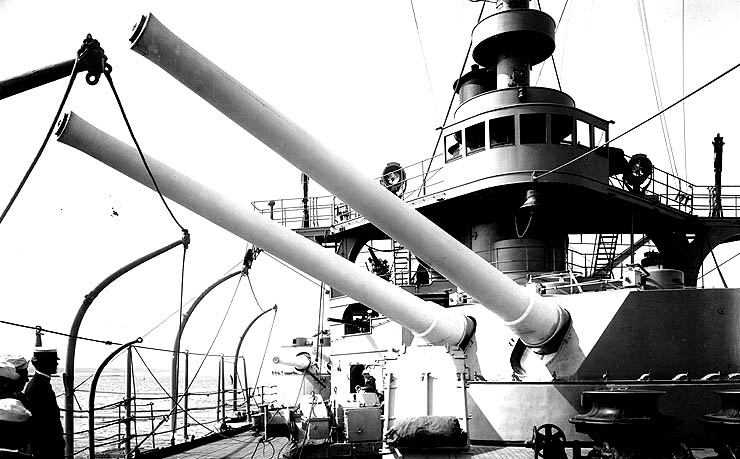
Um dos canhões de 305 milímetros do USS Mississippi.

Em 1903, diferentes conceitos da combinação final de armas estavam disponíveis, com muitas ideias baseadas em várias experiências e interpretações de recentes batalhas navais, jogos de guerra e outras experiências. Projetos recentes de encouraçados dos Estados Unidos incluíam canhões primários, canhões intermediários, canhões secundários e canhões terciários, que eram típicos na configuração pré-dreadnought. Em 1890, a Marinha dos Estados Unidos foi pioneira no uso de canhões intermediários com 203 milímetros na classe Indiana, mas não os havia usado consistentemente em seus designs anteriores porque as opiniões e experiências variavam.
A qualidade das armas, blindagens, munições e design estava mudando rapidamente, então a experiência poderia rapidamente se tornar irrelevante. A experiência de combate na Guerra Hispano-Americana mostrou o valor de muitos canhões menores à curta distância, enquanto os canhões maiores eram imprecisos na maioria das situações. Na Guerra Russo-Japonesa de 1904–1905, apenas seis anos depois, eficácias decisivas foram obtidas em longas distâncias, bem além dos limites efetivos da munição de 203 milímetros. No entanto, a essa altura, os projetos haviam sido estabelecidos para a classe Mississippi e as quilhas já haviam sido batidas.

#### Principal
Projetos americanos recentes continuaram a incluir grandes baterias primárias de 305 milímetros ou 330 milímetros, junto com vários canhões intermediários de 203 milímetros para fogo mais rápido em combate próximo com navios blindados. Os canhões intermediários mais leves eram considerados valiosos para penetrar na blindagem dos níveis superiores, enquanto os canhões pesados eram mais eficazes no cinturão principal e nas torres pesadas. Os primeiros provavelmente diminuiriam a capacidade de luta do oponente, enquanto os últimos provavelmente o afundariam.
Os encouraçados anteriores dos Estados Unidos usaram canhões de 330 milímetros com propelente de pólvora negra; o projeto de 1898 da classe Maine usava canhões de 305 milímetros, mais eficazes, porém menores, usando pólvora sem fumaça, proporcionando maior velocidade e trajetória mais plana. Os canhões de 305 milímetros disponíveis em 1904 tinham um alcance de 8 200 metros, cerca do dobro do alcance do armamento principal de pólvora negra usado na Guerra Hispano-Americana. Estes foram considerados como tendo um excelente equilíbrio entre peso e poder de fogo, uma vez que as limitações no controle da artilharia tornavam os canhões de longo alcance impraticáveis. A consideração contemporânea não era se deveria aumentar o tamanho, mas o número. Em 1902, oficiais da marinha, com o apoio do presidente Theodore Roosevelt, começaram a desenvolver técnicas e equipamentos superiores de controle de fogo. O desenvolvimento de melhores telêmetros e espotagem levou a melhorias na capacidade e precisão. Ao mesmo tempo, treinamento e sistemas superiores reduziram significativamente o tempo necessário para carregar e disparar os grandes canhões, de três minutos para um minuto.
Os canhões intermediários de 203 milímetros foram descontinuados em 1896, com a classe Illinois, mas com base na experiência na Guerra Hispano-Americana em 1898, os canhões de 203 milímetros/45 calibres foram reintegrados na classe Virginia e continuaram na classe Connecticut. Normalmente eles eram carregados em torres de dois canhões, mas a colocação das torres era inconsistente em projetos anteriores; em dois projetos anteriores, as torres dos canhões de 203 milímetros eram sobrepostas às torres dos canhões de 305 milímetros (classe Kearsarge por exemplo). Alguns projetistas achavam que os canhões de 203 milímetros eram redundantes em relação aos canhões de 178 milímetros/45 calibres de disparo mais rápido montados em casamatas. Outros argumentaram que o aumento na cadência de tiro e na precisão dos canhões de 305 milímetros eliminava a necessidade de canhões menores na bateria principal.

#### Secundário
Em 1903, as baterias secundárias eram normalmente consideradas como uma combinação de defesa contra torpedeiros e armas para atacar as estruturas superiores levemente blindadas de navios capitais.
Encouraçados americanos recentes montaram uma combinação de alguns canhões de 178 ou 152 milímetros e muitos canhões menores de 51 a 76 milímetros (6 libras a 12 libras nos termos tradicionais). As maiores dessas armas eram normalmente protegidas em casamatas e as menores expostas no convés ou em casamatas levemente protegidas.
Um canhão de disparo rápido de 178 milímetros/45 calibres foi adotado na classe anterior para substituir os canhões de 152 milímetros; estes trouxeram uma melhoria significativa na balística, expandindo o potencial além da defesa do torpedo, mas vieram com desvantagens. Existiam várias opiniões sobre a melhor combinação de armas: todas de 203 milímetros, todas de 178 milímetros ou uma mistura de calibres. Embora considerado de tiro rápido, o propelente para canhões de 178 milímetros era carregado em sacos, tornando-os mais lentos do que os canhões contemporâneos de 152 milímetros. A Marinha os considerou excelentes para a função pretendida; no entanto, no serviço de comboio do Atlântico Norte na Primeira Guerra Mundial, as desvantagens na navegação superavam a utilidade; eles foram removidos dos encouraçados que permaneceram em serviço nos Estados Unidos em 1918.
Começando com os navios da classe Maine, comissionados em 1902, os canhões de 76 milímetros/50 calibres foram usados na maioria dos encouraçados dos Estados Unidos como antitorpedeiros. Essas e outras armas menores são frequentemente chamadas de armas terciárias. Este papel foi preenchido desde os primeiros encouraçados dos Estados Unidos, incluindo o USS Texas e o primeiro USS Maine, pelo canhão de 57 milímetros. A maioria dos canhões de 76 milímetros foi removida dos encouraçados dos Estados Unidos antes das operações de combate na Primeira Guerra Mundial.

### Projetos concorrentes
O futuro do armamento de encouraçados estava em uma encruzilhada. As opiniões variaram entre os principais líderes navais; alguns líderes dos Estados Unidos estavam discutindo o conceito de armas grandes em paralelo com o HMS Dreadnought, enquanto outros designers achavam que o torpedo substituiria completamente a arma, e os encouraçados deveriam se tornar plataformas de lançamento fortemente blindadas. Outras propostas incluíam canhões primários em maior quantidade, porém menores em calibre, de 280 milímetros para economizar peso. Em 1903, a análise de jogos de guerra determinou que um encouraçado com doze canhões de 280 ou 305 milímetros, em uma posição hexagonal, poderia ser superior a três encouraçados convencionais em ações individuais. Outra análise sugeriu que em ações de frota, apenas as salvas laterais eram eficazes, e e maximizar o número de canhões de linha central era a abordagem mais eficiente. Embora nenhuma das abordagens tenha sido incorporada na classe Mississippi, o conceito de uma salva lateral possível da linha central foi seguido em todos os projetos subsequentes de encouraçados dos Estados Unidos.

#### Projeto final
No final, esses navios foram construídos com baterias principais idênticas à classe Connecticut, reduzindo em quatro canhões a bateria secundária de 178 milímetros, omitindo oito dos canhões terciários de 76 milímetros e sacrificando dois tubos de torpedo. Os projetos subsequentes eliminariam completamente as baterias de 178 milímetros, e a maioria dos canhões de 76 milímetros foram removidos de outros encouraçados antes do combate na Primeira Guerra Mundial, portanto, a esse respeito, o design não sofreu comparado ao futuro.
A bateria principal consistia em quatro canhões de 305 milímetros/45 calibres, o que significa que o canhão tinha 45 vezes o comprimento de seu diâmetro. Estes eram considerados canhões de tiro rápido e estavam dispostos em duas torres gêmeas, uma à frente e outra atrás da superestrutura principal. Os oito canhões de 203 milímetros/45 calibres foram dispostos em quatro torres gêmeas fora da superestrutura principal em cada lado do navio.
Os restantes oito canhões de 178 milímetros foram distribuídos quatro de cada lado, em casamatas na lateral do navio, abaixo do convés principal. Quatro canhões de 76 milímetros/50 calibres foram montados nas casamatas superiores (no convés principal), dois de cada lado, atrás de uma placa blindada com 51 milímetros de blindagem. Outros dois, um de cada lado, foram montados em casamatas no convés de armas, perto da proa. Os oito canhões restantes estavam em montagens abertas no convés superior, na ponte e em outros espaços do convés. Dois tubos de torpedos submersos foram colocados na lateral, perto da proa dos navios.

### Blindagem

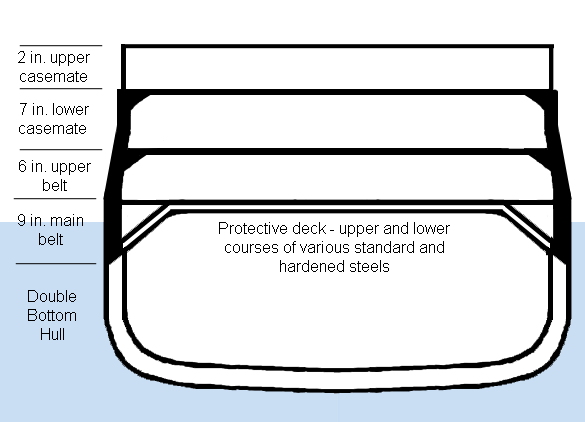
Desenho simplificado de esquema de blindagem para encouraçados americanos do início do século 20

Antes de meados da década de 1870, a blindagem era feita com chapas de ferro forjado, às vezes apoiadas em madeira. Na década de 1870, a blindagem composta foi desenvolvida, onde uma face de aço endurecido foi cimentada a um suporte de ferro mais macio, o que impediu rachaduras. Durante o final da década de 1880, a blindagem de níquel-aço foi inventada e, em 1890, foi desenvolvido o processo Harvey, no qual uma placa de aço-níquel era tratada com carbono e endurecida em água fria. Este processo permitiu que uma placa de aço homogênea tivesse uma superfície dura e uma parte traseira mais macia, com menor probabilidade de rachar. Durante a década de 1890, a blindagem Krupp refinou ainda mais o processo Harvey, incluindo metais adicionais na liga e desenvolvendo um sistema em que o processo de endurecimento penetrava mais profundamente nas placas. Os testes mostraram que 146 milímetros da blindagem Krupp eram iguais a 197 milímetros de blindagem Harvey, trezentos milímetros de armadura composta ou trezentos milímetros de ferro forjado. Em chapas mais finas, a blindagem Krupp era basicamente igual à Harvey.
Os navios da classe Mississippi usavam uma combinação de blindagem nos estilos Harvey e Krupp (de fabricação americana), com grande parte da blindagem lateral apoiada em madeira de teca, consistente com outros navios capitais dos Estados Unidos da década. A quantidade de blindagem e sua resistência eram consistentes com a classe Connecticut e, em alguns casos, eram mais completas em cobertura e mais espessas, especialmente em comparação com os primeiros navios dessa série. O cinturão blindado era mais fino, 230 em comparação com 280 milímetros, mas mais longo, 74 em comparação com 61 metros, apesar da classe Mississippi ter menor comprimento, 116 em comparação com 139 metros. A blindagem primária da torre era mais espessa — trezentos milímetros de espessura — em oposição a 280 milímetros no USS Connecticut.

### Maquinário

Um motor de expansão tripla aproveita o vapor três vezes.

Quando esses navios foram projetados, a tecnologia mais antiga de motores a vapor recíprocos estava sendo lentamente substituída pela tecnologia mais recente de propulsão por turbina a vapor. Embora as turbinas geralmente significassem mais velocidade, elas eram menos eficientes em termos de combustível e limitavam o alcance dos navios, a menos que mais combustível pudesse ser armazenado. Os primeiros projetos dreadnought, que estavam em desenvolvimento simultâneo com a classe Mississippi, usavam turbinas primitivas de acionamento direto. A Marinha dos Estados Unidos demorou a adotar totalmente as turbinas e só as usou exclusivamente na produção de encouraçados quando as transmissões indiretas foram refinadas. Várias classes subsequentes de encouraçados foram construídas onde embarcações idênticas tinham diferentes tipos de motores (por exemplo, a classe Delaware e Nevada).
O Mississippi e o Idaho foram equipados com motores a vapor de tripla expansão vertical de dois eixos, que acionavam duas hélices. Estes eram motores alternativos onde o vapor era usado várias vezes (expansão tripla) para maior eficiência. O vapor era fornecido por oito caldeiras Babcock & Wilcox. Seus motores foram avaliados em dez mil cavalos indicados (7 500 kW) de potência, que produziam uma velocidade máxima de dezessete nós (31 quilômetros por hora). Em testes, o Mississippi atingiu 13 607 cavalos indicados de potência com uma velocidade máxima de 17,11 nós (31,69 quilômetros por hora). Em termos de velocidade, esta classe de navios era inferior a várias classes anteriores e era apenas ligeiramente superior à classe Illinois, estabelecida em 1896.
Os navios carregavam 610 toneladas de carvão em depósitos especialmente projetados e até outras 1 200 toneladas de carvão poderiam ser armazenadas em espaços vazios nas laterais do casco. Isso proporcionou aos navios um alcance de 10 700 quilômetros a uma velocidade de cruzeiro de dez nós (dezenove quilômetros por hora). O alcance era menor do que a classe anterior.

### Características gerais
O design final foi uma versão reduzida da classe Connecticut. Em comparação, esses navios eram um nó mais lentos e tinham uma borda livre mais baixa, portanto, não funcionavam tão bem em mares agitados. Os dois navios da classe Mississippi tinham 116 metros de comprimento total, com uma boca de 23 metros e um calado de 7,52 metros. Os navios foram projetados para deslocar 13 mil toneladas em deslocamento normal e até 14 697 toneladas em plena carga. Cada navio tinha uma tripulação de 34 oficiais e 710 praças.
O Cruzeiro Mundial de 1907–1909 testou a navegabilidade dos projetos americanos. Mesmo os projetos anteriores, incluindo a classe Connecticut com sua borda livre mais alta, tinham seu armamento secundário montado muito perto da linha d'água. Os navios inicialmente carregavam um mastro militar acima da torre de comando, embora logo após o comissionamento, ambos os navios tivessem mastros treliçados adicionados à ré e, em 1910, os mastros dianteiros também foram substituídos por equivalentes treliçados.
O comprimento reduzido, mantendo a mesma boca da classe anterior, resultou em uma relação comprimento-boca desvantajosa, causando desempenho reduzido em relação a essa classe. Não apenas sua velocidade máxima foi um nó mais lenta, mas também sua velocidade econômica foi reduzida em um nó e meio. Eles também tiveram 25% menos armazenamento de carvão, minando ainda mais seu alcance operacional.
Os Mississippis tinham más qualidades de navegabilidade, tornando-os plataformas de artilharia ruins em águas atlânticas. Seu movimento era irregular e sua baixa relação comprimento-boca causava rolamento e inclinação excessivos, o que tornava difícil manter os canhões no alvo. O comprimento reduzido, significativamente cortado pela popa, dificultava a manutenção dos navios em um curso consistente, mesmo em águas mais calmas.

## Navios
| Nome        | Construtor           | Batimento          | Lançamento             | Comissionamento        | Destino |
| ----------- | -------------------- | ------------------ | ---------------------- | ---------------------- | --- |
| Mississippi | William Cramp & Sons | 12 de maio de 1904 | 30 de setembro de 1905 | 1 de fevereiro de 1908 | Vendidos para a Grécia, 1914; afundados por aeronaves alemãs, abril de 1941; vendidos para sucata na década de 1950 |
| Idaho       | William Cramp & Sons | 12 de maio de 1904 | 9 de dezembro de 1905  | 1 de abril de 1908     | Vendidos para a Grécia, 1914; afundados por aeronaves alemãs, abril de 1941; vendidos para sucata na década de 1950 |

## História

### USSMississippi

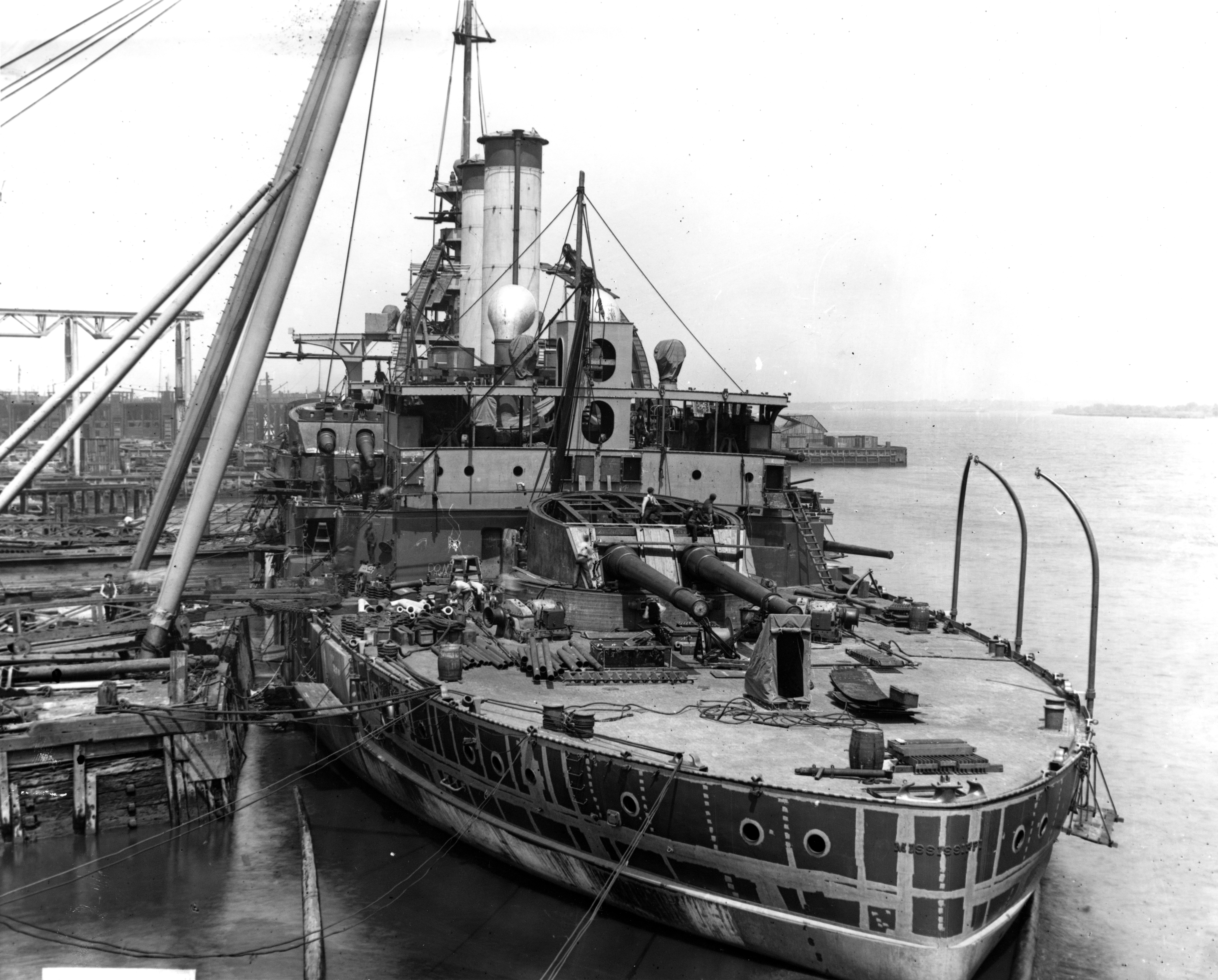
USS Mississippi em construção, em 1907

O segundo Mississippi (encouraçado n.º 23) teve sua construção iniciada em 1904, foi ançado em 1905 e comissionado no início de 1908. Ele fez um cruzeiro de preparação na costa de Cuba em 1908 e depois voltou para a Filadélfia para os ajustes finais. No início de 1909 compareceu à posse do presidente de Cuba, presenciou a Grande Frota Branca em seu retorno e foi revisto pelo presidente. Pelo restante do ano e em 1910 viajou pelas águas da Nova Inglaterra, do Caribe e do Golfo do México, subiu o rio Mississippi e participou de jogos de guerra na Baía de Guantánamo.
No final de 1910, navegou para a Europa como parte das manobras da Frota do Atlântico, após as quais passou cerca de catorze meses ao largo da costa do Atlântico, baseado alternadamente na Filadélfia e em Norfolk, servindo como navio de treinamento e conduzindo exercícios operacionais. Em junho de 1912 desembarcou um destacamento da Marinha em El Cuero, Cuba, para proteger os interesses americanos. Após exercícios com a frota retornou ao Philadelphia Navy Yard, onde foi colocado na Reserva em agosto de 1912.
No final de 1913 foi designado para servir como um navio da estação aeronáutica em Pensacola, Flórida. Com o início dos combates no México em abril de 1914, o Mississippi navegou para Veracruz, chegando com o primeiro destacamento de aviadores navais a entrar em combate. Em junho de 1914 voltou para Hampton Roads, sendo desativado em julho e transferido para a Marinha Grega.

### USSIdaho

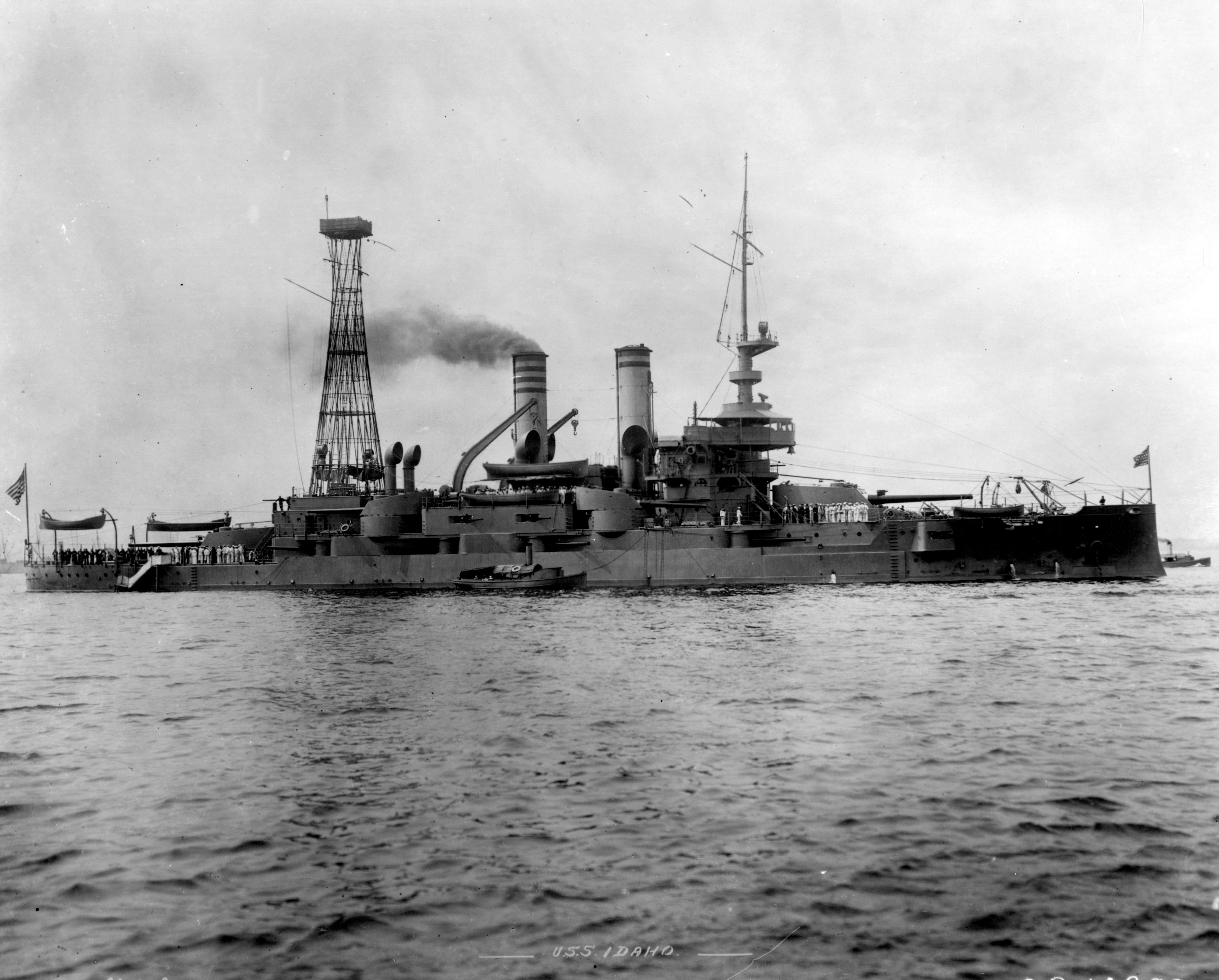
USS Idaho com o primeiro mastro treliçado instalado em 1908

No início de 1909 recebeu a Grande Frota Branca após seu retorno aos Estados Unidos e foi revisto pelo presidente. Pelo restante do ano e em 1910 alternou entre as águas da Nova Inglaterra e as águas do sul, incluindo o Caribe e o Golfo do México, junto com uma viagem no rio Mississippi e jogos de guerra na Baía de Guantánamo.
Atravessou o Atlântico no final de 1910 com a Terceira Divisão da Frota do Atlântico até Gravesend Bay, Inglaterra, e depois para Brest, França, retornando à Baía de Guantánamo no início de 1911. Após o serviço de rotina com a Frota do Atlântico e em águas cubanas, o Idaho viajou pelo Golfo do México e pelo rio Mississippi em 1911, visitando muitos portos. Em fevereiro de 1913, a agitação no México levou a um golpe de estado e à morte do presidente deposto Francisco I. Madero. Para a proteção dos interesses americanos, o Idaho deslocou-se para Tampico em maio e para Veracruz em junho. Ao retornar foi colocado na Frota de Reserva do Atlântico em 27 de outubro de 1913.
O Idaho permaneceu na reserva até ser recomissionado na Filadélfia em março de 1914. Em meados do ano partiu para o Mediterrâneo com um grupo de aspirantes a bordo. Depois de visitar vários portos, chegou ao porto francês de Villefranche em 17 de julho de 1914. Lá foi formalmente transferido para a Marinha Grega em 30 de julho de 1914.

### Serviço grego

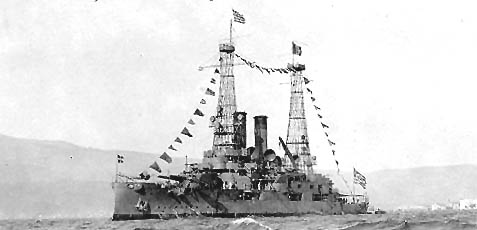
O Lemnos hasteando bandeiras gregas

As tensões diplomáticas entre a Grécia e o Império Otomano após as Guerras Balcânicas de 1912–13 resultaram em cada um procurando comprar poderosos encouraçados no exterior que lhes permitiriam controlar o Mar Egeu. O Idaho e o Mississippi foram vendidos em 8 de julho de 1914, para Fred J. Gauntlett, um intermediário, que por sua vez os vendeu ao governo grego. O produto da venda foi usado para aumentar o orçamento para o ano fiscal de 1915, financiando a construção de um terceiro super-dreadnought da classe New Mexico, Idaho (BB-42).
O Mississippi foi renomeado como Kilkis em homenagem a uma batalha crucial da Segunda Guerra dos Balcãs, enquanto Idaho se tornou Lemnos em homenagem a uma vitoriosa batalha naval contra a marinha turca durante a Primeira Guerra dos Bálcãs. Embora seu serviço tenha ocorrido sem intercorrências, esses navios serviram para equilibrar os navios capitais alemães que foram adquiridos pela rival Turquia. As limitações de projeto e as más tendências de navegabilidade não eram tão críticas naquele ambiente estratégico e nos mares mais calmos do Mediterrâneo. O Henry Morgenthau Sr., embaixador dos Estados Unidos na Turquia, escreveu: "Aqueles encouraçados imediatamente tomaram seu lugar como os navios mais poderosos da Marinha grega, e o entusiasmo dos gregos em obtê-los foi ilimitado."

#### Primeira Guerra Mundial
Em 1916, uma séria divisão no governo grego se desenvolveu entre o rei Constantino I e o primeiro-ministro Elefthérios Venizélos sobre se a Grécia deveria entrar na Primeira Guerra Mundial. Isso ficou conhecido como o "Cisma Nacional", onde surgiram governos separados. deserções de unidades da Marinha Grega para as facções venizelistas provocaram um expurgo monarquista de oficiais e praças venizelistas da marinha grega. O almirante francês Fournet, comandante em chefe do esquadrão aliado, percebeu a frota grega como uma ameaça às potências da Entente no Egeu. Ele deu um ultimato aos gregos para sequestrar os pequenos navios e desativar os grandes. Em 19 de outubro de 1916, os blocos de culatra, munições e torpedos foram removidos de Lemnos e Kilkis. Ao mesmo tempo, as tripulações foram reduzidas a um terço do tamanho normal.
Em junho de 1917, a Grécia foi reunificada sob Venizelos e declarou guerra contra as Potências Centrais. A restauração da Marinha grega foi lenta devido a divergências britânicas e francesas e à dificuldade em garantir que os oficiais e tripulações apoiariam uma guerra contra as Potências Centrais. Quando a França devolveu os navios, Lemnos e Kilkis participaram das operações aliadas no Egeu. A maior necessidade dos Aliados no Mediterrâneo era de unidades antissubmarino, portanto os encouraçados não eram uma prioridade.
Após a Primeira Guerra Mundial, ambos os navios entraram em ação em 1919 sob o comando do contra-almirante G. Kakoulidis, quando a Marinha Grega participou da expedição aliada em apoio aos Exércitos Brancos de Denikin na Ucrânia.

#### Carreiras posteriores

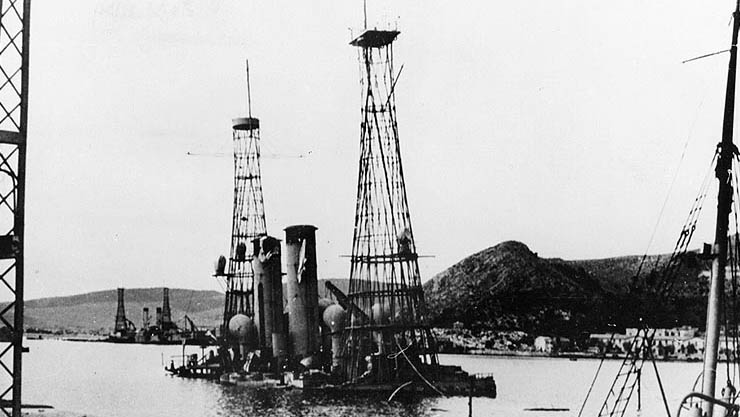
O Kilkis afundado em primeiro plano com Lemnos em segundo plano

Os navios também estiveram ativos nas operações da Guerra Greco-Turca na Ásia Menor de 1919 a 1922. Como os gregos estiveram do lado vencedor na Primeira Guerra Mundial e o Império Otomano foi uma das potências derrotadas, os gregos receberam grandes áreas de populações mistas de turcos e gregos na costa asiática do Mar Egeu. Em 15 de maio de 1919, vinte mil soldados gregos desembarcaram em Smyrna e assumiram o controle da cidade e seus arredores sob a cobertura das marinhas grega, francesa e britânica. O Lemnos era a nau capitânia da Segunda Frota, baseada em Smyrna, sob o comando do contra-almirante G. Kalamidas; sua missão era vigiar as costas do Mar Negro, Dardanelos e Ásia Menor. Com o tempo, a França e a Itália apoiaram a emergente república turca. A Grã-Bretanha continuou apoiando a Grécia, mas se opôs aos movimentos gregos contra Istambul em 1922. Com a diminuição do apoio, o exército grego foi derrotado e a Grécia foi expulsa da Ásia pelos turcos no final de 1922, resultando em anos de turbulência política e econômica.
Ambos os encouraçados foram relegados a funções de reserva e auxiliares em meados da década de 1930. O Kilkis, que havia sido atualizado em meados da década de 1920, tornou-se um centro de treinamento de artilharia naval em 1932. As armas do Lemnos foram removidas e instaladas em uma bateria de defesa costeira na ilha de Egina. Enquanto ambos estavam ancorados na Base Naval de Salamis em 23 de abril de 1941, ambos os navios foram afundados durante a invasão alemã da Grécia por bombardeiros de mergulho Junkers Ju 87 Stuka. O Kilkis foi atingido por bombas e afundou em águas rasas em suas amarras; o Lemnos também foi atingido, mas conseguiu avançar o suficiente para encalhar. Os destroços foram reflutuados e vendidos como sucata na década de 1950.